# مخاطر إعادة التمويل
في مجال الخدمات المصرفية والمالية، مخاطر إعادة التمويل تعني عدم إمكانية إعادة تمويل المقترض عن طريق الاقتراض لسداد الديون القائمة. أنواع كثيرة من الإقراض التجاري دمجت مدفوعات بالون عند نقطة الاستحقاق النهائي، وغالباً المغزى أو الافتراض هو أن المقترض سوف يحصل على قرض جديد لسداد المقرضين الحاليين.
والمقترض الذي لا يمكنه إعادة تمويل ديونه الحالية وليس لديه ما يكفي من الأموال للدفع لمقرضيه يحتمل أن يكون لديه مشكلة السيولة. ويمكن اعتبار المقترض من الناحية الفنية معسرا حتى بالرغم من أن أصوله أكبر من التزاماته، فهم لا يستطيعون زيادة الأموال السائلة لتسديد ديونهم للدائنين. والإعسار قد يؤدي إلى الإفلاس حتى عندما يملك المقترض قيمه صافية موجبة.
من أجل سداد الدين عند الاستحقاق، فإن المقترض الذي لا يمكنه إعادة التمويل قد يضطر إلى البيع بسبب الحريق بسعر منخفض بما في ذلك المنزل الذي يملكه المقترض والأصول الإنتاجية مثل المصانع والمزروعات.
أغلب الشركات الكبيرة والمصارف تواجه هذا الخطر إلى حد ما طالما من المحتمل استمرارهم بالاقتراض وتسديد الديون. ويزداد خطر إعادة التمويل في فترات ارتفاع أسعار الفائدة عندما يحتمل أن لا يكون لدى المقترض الدخل الكافي لتحمل سعر الفائدة على القرض الجديد.
معظم البنوك التجارية تقدم قروض طويلة الأجل، وتمول هذه العملية عن طريق إتخاذ ودائع قصيرة الأجل. بشكل عام، يعتبر خطر إعادة التمويل جوهرياً للبنوك فقط في حالات الأزمات المالية عندما يكون اقتراض الأموال مثل الودائع بين البنوك صعباً للغاية.
يُعرف إعادة التمويل أيضاً بـ «التجدد» الدين من مختلف آجال الاستحقاق، وهكذا يمكن أن يشار إلى مخاطر إعادة التمويل كمخاطر التجدد.